# Marco Aurelio nell'eredità storica culturale

50 centesimi di Euro per l'Italia, la statua equestre di Marco Aurelio in Campidoglio

L'imperatore romano Marco Aurelio, filosofo stoico e uomo di governo, è ricordato anche in alcune opere della cultura di massa. 
Noto già in vita come l'"imperatore-filosofo", Marco è tuttora reputato un grande governante e un personaggio di fondamentale importanza per la storia d'Europa, e la sua statua (copia dell'originale, conservata ai Musei capitolini) campeggia ancora in piazza del Campidoglio, davanti alla sede del comune di Roma; la stessa immagine è riprodotta sulle monete da 50 centesimi di Euro per l'Italia, sul diritto.
Il premio principale del Festival internazionale del film di Roma raffigura la statua equestre dell'imperatore filosofo, ed è chiamato "Marc'Aurelio" (d'oro, d'argento e premio speciale).

## Letteratura
- Marguerite Yourcenar, Memorie di Adriano
- Gisbert Haefs, Roma: la prima morte di Marco Aurelio
- Massimo Pietroselli, L'aquila di sabbia e di ghiaccio
- Judith Tarr, Harry Turtledove, Household Gods
- Giulio Castelli, Il diario segreto di Marco Aurelio

Lo scrittore Andrea Frediani ha ambientato nel regno di Marco Aurelio la sua Invasion Saga, in cui tre sugambri ausiliari dell'esercito romano e tre ragazze armene scoprono la congiura di Avidio Cassio e cercano di avvertire l'Imperatore e suo fratello Lucio Vero di quanto stia succedendo. Al momento, la saga non è ancora completa e sono stati pubblicati solo due libri: I Tre Cavalieri di Roma e Attacco all'Impero, entrambi editi da Newton Compton.

## Cinema

Alec Guinness ha interpretato Marco Aurelio nel 1964

- La caduta dell'Impero romano (1964), regia di Anthony Mann; il ruolo dell'imperatore fu ricoperto da Alec Guinness
- Il gladiatore, 2000, regia di Ridley Scott; il ruolo dell'imperatore fu ricoperto da Richard Harris

In entrambe le pellicole Marco Aurelio viene assassinato da Commodo, perché vuole come successore un generale valoroso, anziché il proprio figlio naturale (in realtà si tratta di licenze artistiche e inesattezze storiche a tutti gli effetti: Marco morì di malattia, e scelse proprio Commodo come suo successore). Anche la figura del protagonista del film di Scott, Massimo Decimo Meridio, è completamente inventata.
Marco Aurelio viene anche citato dal personaggio di Hannibal Lecter nel film Il silenzio degli innocenti (1991).
Nel film d'azione Vendetta finale (Acts of Vengeance, 2017) diretto da Isaac Florentine, il personaggio interpretato da Antonio Banderas, Frank Valera, usa il testo di Marco Aurelio Colloqui con sé stesso come guida "saggia" alla propria vendetta nei confronti dell'assassino della moglie.